# 必殺仕置屋稼業
『必殺仕置屋稼業』（ひっさつしおきやかぎょう）は1975年7月4日から1976年1月9日まで、毎週金曜日 22:00 - 22:55にABCテレビと松竹（京都映画、現・松竹撮影所）の共同制作で、NETテレビ（現・テレビ朝日）系で放送された時代劇。全28話。主演は沖雅也。
必殺シリーズの第6作目、中村主水シリーズの第3作目である。

## 概要
前作『必殺必中仕事屋稼業』は必殺仕置人殺人事件の影響で番組タイトルから外していた「必殺」の文字を復活させて、シリーズ最高視聴率を記録するヒット作となった（近畿地区で30%台）が放送中にネットチェンジが行われた影響で、視聴率は半分以下の13%台に下降した。そこで人気の高かった中村主水を再々登板させることで挽回を図るべく企画されたのが本作である。後番組の『必殺仕業人』を含め、中村主水を必殺シリーズの看板キャラクターとして定着させようという制作陣の意図が感じられた。また、関係者の証言によると、それ以前の作品は仕置人と仕留人という続編があったものの、個々の作品としては独立したものと考えていたが、「必殺シリーズ」を意識し始めたのは仕置屋からとのこと。
藤田まこと以外のキャストは第1作『必殺仕掛人』以来、シリーズに実績のある中村玉緒と『必殺仕置人』で棺桶の錠を演じた沖雅也を再び起用して、主にホームドラマに出演していた新克利と渡辺篤史にコメディアンの小松政夫らを新たに迎えた。沖雅也が演じた市松は熱血漢であった棺桶の錠とは正反対のクールな性格で、『必殺仕事人V』で組紐屋の竜を演じた京本政樹は「風貌から仕草に至るまで、市松を手本にした」とインタビューで述べている。
オープニングは現代（1975年）の京都市（京都市営バス 四条烏丸停留所付近）をスーツ姿で歩く主水。広隆寺前でスクーターに乗車する僧侶姿の印玄。街中（四条河原町北東角の歩道）でアクセサリーの路上販売をしながら雑誌を読む市松が描かれた。それに続く各話のタイトルバックには歌舞伎の附けのような効果音が用いられている。
新聞、テレビ情報誌の番宣広告、番組表、宣伝ポスターでは主水が先頭に記載されているが、劇中のクレジットタイトルは市松が先頭で、主水はトメ（最後尾）となっている。これは沖の養父で、所属事務所社長の日景忠男が主水が主人公であることにクレームを付けた為である。日景は制作スタッフに感謝したという。詳しくは、必殺シリーズ#中村主水の主人公問題を参照。

## あらすじ
裏稼業から足を洗っていた中村主水は組替えにより、北町奉行所から南町奉行所へ転属となった。名目上は栄転であり、目明しの亀吉が下っ引きとして付いたが規律に厳しい南町奉行所では袖の下もままならず、離れの新築があり、中村家の家計は困窮する。
その最中、女髪結いのおこうが主水に接触する。おこうは主水がかつて仕置人だったことを知っており、自分が受けた依頼を行うように主水に頼むが断固として断る。頼み人は無惨な死を遂げて、主水はおこうに裏の仕事に復帰することを約束する。
主水は裏稼業を再開する為、自分を慕う銭湯の釜番の捨三と破戒僧の印玄を仲間とする。殺しの現場を目撃されたことで主水の命を狙っていた殺し屋の市松を裏稼業に引き入れ、「仕置屋」を開業した。

### 依頼の仕組み
仕置の依頼は原則として、おこうが請け負う。おこうはおさすり地蔵で主水と密会して依頼の内容を伝え、自らの取り分を差し引いた仕置料を主水に渡す。主水は市松、印玄、捨三と竹の湯の釜場で金を分配して作戦を練り、仕置を実行する。
おこうは仲介のみで、仕置は一切関わらない。その為に印玄を知らず、指名手配された島帰りの友人に逃亡幇助金を渡したり（第8話）、印玄の殺しを請け負ったことがあった（13話）。第10、12、14、23、27話はおこうが登場せず、主水、市松、印玄、捨三のいずれかが依頼を直接受けた上で仕置を行っている。
本作での依頼から仕置までの流れは『必殺仕業人』でも踏襲している。

## 登場人物

### 仕置屋
中村主水
演 - 藤田まこと
南町奉行所の定町廻り同心。
組替えで、北町奉行所から南町奉行所へ転属となった。目明しの亀吉が下っ引きとして付き、厳しい規律のために袖の下は得られず、新築した離れの代金や表の仕事の失敗による減俸で中村家の家計は困窮する。他方で、村野の出す金一封のために職務に励む姿が見られる。飯屋の女中であるおはつに一目惚れし、隙を見ては飯屋に出入りする。
裏稼業から足を洗っていたが、おこうの再三の誘いを受けたのを機に復帰する。『必殺仕置人』『暗闇仕留人』とは裏稼業に対する考え方が明確に変化。死んだ被害者の心情を記した手紙の受け取りを拒否する（第1話）など悪に対する義憤を燃やすことなく、「稼業」として淡々と仕置を行う姿勢となった。仲間への不信といったシビアさも前作に比べ、目立つ。
最終回で、自分の命と市松の命を天秤に掛けて悩んだ挙句に後者を選び、伝馬町牢屋敷の牢屋見廻り同心に降格。ただし、おこうの死に際の頼みを受けて、以後も裏の仕事は継続した。
市松
演 - 沖雅也
竹細工師。
整った顔立ちの色男で、情に流されない冷淡な性格。殺し屋としてのプロ意識が非常に高く、万難を排して仕置を遂行する。
主水に自分の殺しの現場を見られたため彼の命を狙うが、命のやり取りを経て仕置屋となる。他の組織からも別件の殺しの依頼を受けており、それが上手く噛み合うことがあったが最終回では仇となり、仕置屋グループ崩壊の原因を招いてしまう。
幼少期、殺し屋だった父親の市造が仲間の罠に嵌まり死亡。その後は悪人の養子となり殺し屋として育てられたが、市造の死の真相を知ったことにより悪人を自らの手で始末した（第2話）。
感情を面に表さず、仲間意識も乏しいように見えるために主水や捨三から警戒されることが多い反面、堅気の人間に対しては無償の優しさを示し、竹細工の玩具で遊ぶ子供たちの前では温かい笑顔を見せる。自分に言い寄って来る女性には冷淡だが、悪人に苦しめられる女性には優しい。
最終回で奉行所に捕えられるが、主水や捨三の助力により逃亡し江戸を離れた。次作『必殺仕業人』では逃亡先で赤井剣之介と出会い、主水を彼に紹介した。
印玄
演 - 新克利
破戒僧。
坊主頭の中年男性で竹の湯の釜場に入り浸り、女湯を覗いている。捨三の友人で設定年齢は30歳（第26話）。本名は「多助」（第13話）。
上州で過ごした幼少期は家庭環境に恵まれず、母と生き別れる。以後は父と暮らしていたが、生活苦から父が無理心中を図り、道連れになる寸前に生き残った。青年になった頃に母との再会を果たすが、既に母には息子や夫への愛情はなく、息子に対し肉体関係を求める。これに失望し、情夫とともに母を仕置した（第13話）。
基本的に明るい性格だが、躁鬱と呼べる程に気分の浮き沈みが激しい。
裏の仕事に出向く前に女郎屋に足を運んで、女を抱くのが習慣になっている。
市松の不遜な態度に不快感を示すことがあるが、捨三と違い邪険にされても市松との交流を深めようという姿勢を見せる。最終回では、仕置屋の中で唯一、市松の身の潔白を主張した。
最終回、悪人に捕らえられたおこうを救出。屋根からおこうを下ろす最中に悪人に背後から匕首で刺されるが、おこうを市松に託した後に悪人を道連れにして屋根から飛び降り、死亡した。
捨三
演 - 渡辺篤史
銭湯「竹の湯」の釜番。
仕置屋の密偵で、自分の勤める釜場が仕置屋の隠れ家となっている。
かつて掏摸をしていた頃に主水から目こぼしを受けて以来、彼を慕うようになる。主水シリーズの他の密偵たちが基本的に主水と対等な関係として描かれるのに対して、主水と捨三のそれは完全な主従関係である。
主水に対する忠誠心が強く、主水に対する市松の不遜な態度に食って掛かったり、悪人が主水に向けた短筒の前に身を呈して庇ったりと、主水に尽くす場面が多い。
仕置屋であることに矜恃を持ち、市松に対しては、不快感と不信感を抱く一方で仲間としての意識は強く、最終回では伝馬町牢屋敷へ護送される市松の逃亡を幇助するため身体を張っての危険を冒している。
第1話の時点で、主水の裏の顔を知っていたが経緯は不明。主水の裏稼業再開に際して、友人の印玄を紹介した。自らは情報収集と連絡係を担っている。初期は変装術を駆使した（第1、6、9、11、14話）。
おこう
演 - 中村玉緒
女髪結い。
新富町で髪結い床を営んでいる。客に対する、おべっかが上手く、金にはがめついが弱者への情に厚い。上方出身で京言葉を話す。
主水がかつて仕置人として裏稼業を行っていたことを知り、彼を復帰させた。彼女が頼み人から依頼を受けて、おさすり地蔵で主水と密会したうえで仕置を依頼する。主水が間に入るため仕置自体については殆ど知らないが、市松のことは知っていた。
主水に想いを寄せており、「主水が中村家から離縁されても自分が養う」とまで言い切るほどだったが、最終回で悪人の報復により熾烈な拷問を受ける。印玄と市松に救出されるが、主水に裏稼業を続けるよう頼み死亡した。
なお、おこう役の中村玉緒と主水役の藤田まことは、本作終了の数ヵ月後に放送された時代劇『夫婦旅日記 さらば浪人』で夫婦役を演じている。

### その他
中村せん
演 - 菅井きん
主水の姑。婿養子の主水をいびる。
南町への転属当初は主水を褒めていたが心付けが貰えず、離れの新築費用もあり、家計が困窮すると主水をいびるようになる。
中村りつ
演 - 白木万理
主水の妻。せんとともに、婿養子の主水をいびる。
亀吉
演 - 小松政夫
目明し。
手柄が無く、主水の南町奉行所 着任に伴い、彼の下っ引きとなる。陽気で、お調子者の性格。
主水の無茶に付き従う一方で、せんとりつから小遣いを貰い、主水の行動を監視する役目を仰せ使っている。
主水からは「亀」と呼ばれている。
後に『新・必殺仕置人』第15話で、ゲスト出演している。
与力 村野
演 - 宗方勝巳
南町奉行所の与力で、主水の上司。
規律に厳しい南町奉行所を代表する清廉な人物。昼行灯の主水を叱責することが多いが、他シリーズでは上司から軽んじられる主水の話を公平に聞き、逆に相談を持ち掛け金一封を餌として主水を動かすことがあった。
おはつ
演 - 石原初音
主水が行き付けの一膳飯屋で女中をしている少女。
自らを目当てに羽織を脱いで飯屋へ足繁く通う主水に対しては、年齢が離れていることもあり「おじさん」と呼んで軽くあしらう。主水が同心ということは全く気付いていない。
家庭と職場で軽んじられている主水にとっては、癒しのような存在である。
おふく
演 - 近松麗江
おはつが勤める一膳飯屋の女将。
旗本たちが町で無法行為をした際は奉行所に訴状を持って直訴しに行くなど（第16話）、正義感の強い女性である。
るみ
演 - 香川留美
おこうが営む髪結い床の店員。
のぞみ
演 - 星野のぞみ
おこうが営む髪結い床の店員。
ナレーター
オープニング - 草笛光子
作 - 早坂暁
次回予告 - 野島一郎

### ゲスト
第1話 「一筆啓上 地獄が見えた」
- 与力 高畑 - 谷村昌彦
- 近江屋利兵衛 - 高木均
- おみよ / おいと（二役） - 工藤明子
- 番頭 参造 - 浜田晃
- 伝次 - 金井進二
- 瓦屋 仙助 - 小田部通麿
- 与力 牧野 - 西山辰夫
- 同心 坂井 - 田畑猛雄
- そば屋の亭主 - 日高久

第2話 「一筆啓上 罠が見えた」
- 鳶辰 - 津川雅彦
- おみつ - 今出川西紀
- 源次 - 石山律雄
- 大和屋 - 北村英三
- 高岩 - 成瀬正
- 鳶辰の情婦 - 内村レナ
- おせつ - 山口朱美
- 浪人 - 出水憲司

第3話 「一筆啓上 紐が見えた」
- 加吉 - 中尾彬
- 富蔵 - 江幡高志
- 同心 奥村 - 小林勝彦
- おさと - 津路寿々代
- おちさ - 上原ゆかり
- 人足 - 東悦次

第4話 「一筆啓上 仕掛が見えた」
- 桔梗屋仁左衛門 - 大滝秀治
- 高田京楽 - 山本學
- お美津 - 竹下景子
- 火消し 伝八 - 横沢祐一
- 江戸屋長五郎 - 北見唯一
- 八百久 - 古川ロック

第5話 「一筆啓上 幽鬼が見えた」
- およう - 三条泰子
- 菊次 - 二宮さよ子
- 円屋高兵衛 - 川合伸旺
- 絵師 国春 - 菅貫太郎
- おしん - 森崎由紀
- 小八 - 大木正司
- 竹次郎 - 志賀勝
- 料亭の女中 - 松谷令子

第6話 「一筆啓上 怨霊が見えた」
- 清二郎 - 和田浩治
- おその - 西尾三枝子
- 花森源造 - 原田清人
- 喜助 - 堺左千夫
- 信一郎 - 岡本崇
- 仙八 - 阿木五郎
- 与力 - 北原将光

第7話 「一筆啓上 邪心が見えた」
- 堀内以蔵 - 今井健二
- おちか - 入江若葉
- 矢之助 - 河原崎次郎
- 茂作 - 花上晃
- 鶴造 - 高並功
- 清十郎 - 浜田雄史
- 松吉 - 松尾勝人

第8話 「一筆啓上 正体が見えた」
- おしま - 吉行和子
- 山崎格之進 - 織本順吉
- 伊勢屋 - 藤岡重慶
- 辰平 - 田口計
- 与力 真部 - 西山辰夫
- 銀次 - 田畑猛雄
- おみよ - 原田あけみ
- 仙吉 - 佐々山洋一

第9話 「一筆啓上 偽善が見えた」
- 蛙亭文蝶 - 寺田農
- 孫兵衛 - 長谷川明男
- おきく - 津田京子
- 清太 - 野口貴史
- 三次 - 須賀良
- 江戸屋 - 天王寺虎之助

第10話 「一筆啓上 姦計が見えた」
- 安田弥一郎 - 横内正
- 志津 - 弓恵子
- 土方左馬之介 - 伊藤孝雄
- 佐々木兵庫 - 波田久夫
- 瀬川一蔵 - 柳原久仁夫
- 小太郎 - 伊藤洋一
- お寅 - 近江輝子

第11話 「一筆啓上 悪用が見えた」
- 黒門町の左平次 - 大木実
- お栄 - 松本留美
- 良庵 - 柳沢真一
- 伊三郎 - 平泉征
- 駕篭屋 源造 - 鶴田忍
- 駕篭屋 辰次 - 小林尚臣
- 徳兵衛 - 芝本正

第12話 「一筆啓上 魔性が見えた」
- 銀次 - 岸田森
- おるい - 中川梨絵
- ろく - 近藤宏
- 留吉 - 山村弘三
- 参造 - 出水憲司
- 手下 - 荻原郁三

第13話 「一筆啓上 過去が見えた」
- およね - 武原英子
- 伝兵衛 - 遠藤太津朗
- 清吉 - 松山照夫
- おふく - 松川純子
- おしん - 水上竜子
- おとき - 谺のぶ子
- おりん - 小柳圭子
- 彦市 - 東悦次
- あるじ - 日高久

第14話 「一筆啓上 不義が見えた」
- 浅吉 - 佐々木剛
- 長門屋治平 - 米倉斉加年
- おそで - 田島令子
- 丹蔵 - 大木晤郎
- 源七 - 平沢彰

第15話 「一筆啓上 欺瞞が見えた」
- たか - 山田五十鈴（特別出演）
- 佐一郎 - 綿引洪
- 勘次郎 - 外山高士
- 仙太 - 牧野義介
- 小栗克之進 - 杉本孝次
- ちづ - 志乃原良子
- おしん - 桃山みつる
- 三州屋 - 藤尾純

第16話 「一筆啓上 無法が見えた」
- 久坂房次郎 - 菅貫太郎（2回目）
- 稲村 - 穂積隆信
- お糸 - 秋谷陽子
- 古泉堂 - 小鹿番
- 滝沢 - 不破潤
- 伊織 - 道井和仁
- 佐野 - 芝本正（2回目）
- おちか - 藤山喜子
- そば屋 - 北見唯一
- 格地 - 山口幸生

第17話 「一筆啓上 裏芸が見えた」
- 向坂右門 - 上野山功一
- お蝶 - 白川みどり
- 羽左衛門 - 浜田寅彦
- 六兵ヱ - 嵯峨善兵
- お雪 - 森崎由紀（2回目）
- 弥吉 - 大竹修造
- 紋次 - 田畑猛雄（2回目）

第18話 「一筆啓上 不実が見えた」
- 巳代吉 - 石橋蓮司
- お仲 - 横山リエ
- 喜三郎 - 長谷川弘
- 大山勝之進 - 五味龍太郎（2回目）
- 弥助 - 浜伸二
- 藤造 - 阿木五郎

第19話 「一筆啓上 業苦が見えた」
- 全覚 - 佐藤慶
- 正覚 - 石橋雅史
- 囚人 弥蔵 - 汐路章
- 田所隼人正 - 波田久夫
- 小出俊蔵 - 田中弘
- 正木 - 成瀬正
- 同心 米倉 - 伴勇太郎

第20話 「一筆啓上 手練が見えた」
- 疾風の竜 - 中村敦夫
- 石神辰五郎 - 北村英三（2回目）
- 四天王 - 阿藤海
- おふみ - ひろみどり
- 伊佐吉 - 島米八
- お千代 - 桑垣浩子
- 同心 - 古川ロック（2回目）
- 殺し屋 - 東悦次（2回目）

第21話 「一筆啓上 逆夢が見えた」
- 鳥居耀蔵 - 志村喬
- 泉屋 - 神田隆
- 千里 - 花紀京
- お袖 - 稲野和子
- 日暮 - 近藤宏
- 勘助 - 内田勝正
- 越後屋 - 永野達雄
- 水沼 - 溝田繁
- 樋口 - 千葉敏郎
- 小鹿 - 下元年世

第22話 「一筆啓上 狂言が見えた」
- 三原屋宗右衛門 - 稲葉義男
- 浅吉 - 蟹江敬三
- おりん - 大関優子
- 浜田屋 - 国一太郎

第23話 「一筆啓上 墓穴が見えた」
- 榊 - 戸浦六宏
- お篠 - 吉沢京子
- 清吉 - 山本紀彦
- 子分 - 大橋壮多
- 春慶 - 天王寺虎之助
- 仙蔵 - 山本弘
- お里 - 三浦徳子
- 清太郎 - 浜田雄史
- 伏見屋 - 沖時男

第24話 「一筆啓上 血縁が見えた」
- 伝蔵 - 長谷川明男
- おきぬ（おこま）- 荒砂ゆき
- おかよ - 宮前ゆかり
- 丹波屋助右ヱ門 - 中村錦司
- おみね - 葵三音子（特別出演）
- おせき - 近江輝子
- 女郎 - 徳田尚美

第25話 「一筆啓上 不倫が見えた」
- 志乃 - 市原悦子
- 清吉 - 寺田農
- 岡崎左門 - 小笠原良知
- 三州屋惣兵ヱ - 谷口完
- 相模屋勘右ヱ門 - 永田光男
- 弥助 - 五味龍太郎（3回目）
- 茶屋の女 - 山口朱美
- 同心 - 出水憲司
- 同心 - 田中弘

第26話 「一筆啓上 脅迫が見えた」
- 富蔵 - 美川陽一郎
- 弥七 - 山本麟一
- お京 - 志摩みづえ
- 鉄吉 - 高峰圭二
- 益田屋 - 西川ヒノデ
- 水村 - 唐沢民賢
- 女衒 - 国広富之
- 風呂の客 - 松尾勝人

第27話 「一筆啓上 大奥が見えた」
- みわ - 竹下景子（2回目）
- おさと - 本阿弥周子
- 横溝甚兵衛 - 山田禅二
- 戸田左近 - 佐藤京一
- おとき - ひろみどり
- 岩田外記 - 波田久夫
- 細川頼母 - 田畑猛雄（3回目）
- 竹次郎 - 伊吹新吾
- 仙吉 - 表淳夫
- 甲州屋 - みの和田良太
- おかね - 松井加容子

第28話 「一筆啓上 崩壊が見えた」
- 睦屋佐兵衛 - 観世栄夫
- 徳太郎 - 大林丈史
- 伊蔵 - 沼田曜一
- 松吉 - 浜伸二
- おさよ - 飯塚明美

## 殺し技
市松
竹串で悪人の首筋を刺す。
竹串は串先を火で炙って水分を飛ばした状態で硬度を増している。
串を装着した白い折鶴を紙飛行機のように飛ばして首筋に刺す（第2、4話）。竹串を首に刺して串を折って押し込む（第8、13、28話）。竹とんぼの羽を飛ばして喉を切って、串で刺す（第10話）。竹箒を削った串（第16話）、二又に分かれた串（第17話）、おでん串（第21話）などを状況に応じて使い分ける。
殺しのBGMは通常の「仕置」の他、スローバラード調のBGMが使用された。
印玄
悪人の顔を右手で掴みながら屋根の上に担ぎ上げ、背中を押した後に転落死させる。
大八車の車輪に頭と手足をはめ込んで転がしたり、網で捕らえて、ハンマー投げの要領で投げ飛ばした（第25話 等）。
悪人は「止めて! 助けて! 止めて!」などと叫んだ後に転落死する。
屋根がない場所や担ぎ上げられない状況下では持ち前の怪力を活かし、後のシリーズでも見られる回転落とし、人体二つ折り、油を利用したカーリングなどの殺し技を使用した。
中村主水
大刀と脇差で悪人を斬る、刺す。

## スタッフ
- プロデューサー - 山内久司、仲川利久（朝日放送）、櫻井洋三（松竹）
- 脚本 - 安倍徹郎、中村勝行、村尾昭、國弘威雄、素一路、保利吉紀、田上雄、野上龍雄、横光晃、猪又憲吾
- 監督 - 蔵原惟繕、松本明、松野宏軌、大熊邦也、三隅研次、工藤栄一、渡邊祐介、田中徳三
- 撮影 - 石原興
- 音楽 - 平尾昌晃
- 編曲 - 竜崎孝路
- 制作協力 - 京都映画撮影所（現・松竹撮影所）
- 制作 - 朝日放送、松竹

## 主題歌
- 葵三音子[1]「哀愁」（ビクターレコード）
作詞：片桐和子、作曲：平尾昌晃、編曲：竜崎孝路

## 放送日程
- 強調部は、サブタイトルのフォーマット（「一筆啓上 ○○が見えた」）。

| 話数   | 放送日         | サブタイトル          | 脚本     | 監督     |
| ------ | -------------- | --------------------- | -------- | -------- |
| 第1話  | 1975年07月04日 | 一筆啓上 地獄が見えた | 安倍徹郎 | 蔵原惟繕 |
| 第2話  | 7月11日        | 一筆啓上 罠が見えた   | 田上雄   | 松本明   |
| 第3話  | 7月18日        | 一筆啓上 紐が見えた   | 村尾昭   | 松野宏軌 |
| 第4話  | 7月25日        | 一筆啓上 仕掛が見えた | 中村勝行 | 大熊邦也 |
| 第5話  | 8月01日        | 一筆啓上 幽鬼が見えた | 安倍徹郎 | 松野宏軌 |
| 第6話  | 8月08日        | 一筆啓上 怨霊が見えた | 國弘威雄 | 蔵原惟繕 |
| 第7話  | 8月15日        | 一筆啓上 邪心が見えた | 村尾昭   | 蔵原惟繕 |
| 第8話  | 8月22日        | 一筆啓上 正体が見えた | 素一路   | 大熊邦也 |
| 第9話  | 8月29日        | 一筆啓上 偽善が見えた | 保利吉紀 | 松野宏軌 |
| 第10話 | 9月05日        | 一筆啓上 姦計が見えた | 田上雄   | 松本明   |
| 第11話 | 9月12日        | 一筆啓上 悪用が見えた | 中村勝行 | 松野宏軌 |
| 第12話 | 9月19日        | 一筆啓上 魔性が見えた | 安倍徹郎 | 蔵原惟繕 |
| 第13話 | 9月26日        | 一筆啓上 過去が見えた | 村尾昭   | 三隅研次 |
| 第14話 | 10月03日       | 一筆啓上 不義が見えた | 國弘威雄 | 松野宏軌 |
| 第15話 | 10月10日       | 一筆啓上 欺瞞が見えた | 國弘威雄 | 蔵原惟繕 |
| 第16話 | 10月17日       | 一筆啓上 無法が見えた | 保利吉紀 | 大熊邦也 |
| 第17話 | 10月24日       | 一筆啓上 裏芸が見えた | 保利吉紀 | 松本明   |
| 第18話 | 10月31日       | 一筆啓上 不実が見えた | 野上龍雄 | 蔵原惟繕 |
| 第19話 | 11月07日       | 一筆啓上 業苦が見えた | 安倍徹郎 | 工藤栄一 |
| 第20話 | 11月14日       | 一筆啓上 手練が見えた | 中村勝行 | 渡邊祐介 |
| 第21話 | 11月21日       | 一筆啓上 逆夢が見えた | 保利吉紀 | 大熊邦也 |
| 第22話 | 11月28日       | 一筆啓上 狂言が見えた | 横光晃   | 松野宏軌 |
| 第23話 | 12月05日       | 一筆啓上 墓穴が見えた | 保利吉紀 | 松野宏軌 |
| 第24話 | 12月12日       | 一筆啓上 血縁が見えた | 猪又憲吾 | 田中徳三 |
| 第25話 | 12月19日       | 一筆啓上 不倫が見えた | 中村勝行 | 大熊邦也 |
| 第26話 | 12月26日       | 一筆啓上 脅迫が見えた | 保利吉紀 | 松野宏軌 |
| 第27話 | 1976年01月02日 | 一筆啓上 大奥が見えた | 國弘威雄 | 渡邊祐介 |
| 第28話 | 1月09日        | 一筆啓上 崩壊が見えた | 村尾昭   | 蔵原惟繕 |

## ネット局
系列は放送当時のもの。
| 放送対象地域   | 放送局           | 系列                                        | 備考                                                                                            |
| -------------- | ---------------- | ------------------------------------------- | ----------------------------------------------------------------------------------------------- |
| 近畿広域圏     | 朝日放送         | NETテレビ系列                               | 制作局                                                                                          |
| 関東広域圏     | NETテレビ        | NETテレビ系列                               | 現・テレビ朝日                                                                                  |
| 北海道         | 北海道テレビ     | NETテレビ系列                               |                                                                                                 |
| 青森県         | 青森テレビ       | TBS系列                                     |                                                                                                 |
| 岩手県         | 岩手放送         | TBS系列                                     | 現・IBC岩手放送                                                                                 |
| 宮城県         | 東北放送         | TBS系列                                     | 1975年9月まで 日曜深夜23:45 - 24:40の放送                                                       |
| 宮城県         | 東日本放送       | NETテレビ系列                               | 1975年10月から                                                                                  |
| 秋田県         | 秋田テレビ       | フジテレビ系列                              |                                                                                                 |
| 山形県         | 山形放送         | 日本テレビ系列                              |                                                                                                 |
| 福島県         | 福島テレビ       | TBS系列 フジテレビ系列                      |                                                                                                 |
| 新潟県         | 新潟総合テレビ   | フジテレビ系列 日本テレビ系列 NETテレビ系列 | 現・NST新潟総合テレビ                                                                           |
| 長野県         | 信越放送         | TBS系列                                     |                                                                                                 |
| 山梨県         | テレビ山梨       | TBS系列                                     |                                                                                                 |
| 富山県         | 富山テレビ       | フジテレビ系列                              |                                                                                                 |
| 石川県         | 北陸放送         | TBS系列                                     |                                                                                                 |
| 福井県         | 福井テレビ       | フジテレビ系列                              |                                                                                                 |
| 静岡県         | 静岡放送         | TBS系列                                     |                                                                                                 |
| 中京広域圏     | 名古屋テレビ     | NETテレビ系列                               |                                                                                                 |
| 鳥取県・島根県 | 山陰放送         | TBS系列                                     |                                                                                                 |
| 岡山県         | テレビ岡山       | フジテレビ系列 NETテレビ系列                | 現・岡山放送 当時の放送免許エリアは岡山県のみ                                                   |
| 広島県         | 広島ホームテレビ | NETテレビ系列                               | 第12話まで、8日遅れの土曜12:00 - 12:55の放送 第13話はテレビ新広島開局に伴う編成調整の為、未放送 |
| 山口県         | テレビ山口       | TBS系列 フジテレビ系列 NETテレビ系列        |                                                                                                 |
| 徳島県         | 四国放送         | 日本テレビ系列                              |                                                                                                 |
| 香川県         | 瀬戸内海放送     | NETテレビ系列                               | 当時の放送免許エリアは香川県のみ                                                                |
| 愛媛県         | 南海放送         | 日本テレビ系列                              |                                                                                                 |
| 高知県         | テレビ高知       | TBS系列                                     |                                                                                                 |
| 福岡県         | 九州朝日放送     | NETテレビ系列                               |                                                                                                 |
| 長崎県         | 長崎放送         | TBS系列                                     |                                                                                                 |
| 熊本県         | 熊本放送         | TBS系列                                     |                                                                                                 |
| 大分県         | 大分放送         | TBS系列                                     |                                                                                                 |
| 宮崎県         | 宮崎放送         | TBS系列                                     |                                                                                                 |
| 鹿児島県       | 南日本放送       | TBS系列                                     |                                                                                                 |
| 沖縄県         | 琉球放送         | TBS系列                                     |                                                                                                 |

## 前後番組
| NET系 金曜22時台（当時は朝日放送の制作枠）                                      | NET系 金曜22時台（当時は朝日放送の制作枠）       | NET系 金曜22時台（当時は朝日放送の制作枠）          |
| 前番組                                                                          | 番組名                                           | 次番組                                              |
| ------------------------------------------------------------------------------- | ------------------------------------------------ | --------------------------------------------------- |
| 必殺必中仕事屋稼業（第14話から） - 腸捻転解消に伴い、TBS系列&土曜22時台から移行 | 必殺仕置屋稼業                                   | 必殺仕業人                                          |
| NET系 金曜22:54 - 22:55枠 （1975年7月 - 9月）                                   |                                                  |                                                     |
| 必殺必中仕事屋稼業（第14話から）                                                | 必殺仕置屋稼業（第13話まで） 【1分縮小して継続】 | ANNスポーツニュース ※22:54 - 23:00 【66分繰り上げ】 |